# As Vinhas da Ira (filme)
As Vinhas da Ira (em inglês:  The Grapes of Wrath) é uma produção cinematográfica estadunidense de 1940, do gênero drama, dirigida por John Ford, e com roteiro baseado no livro As Vinhas da Ira de John Steinbeck.
Com orçamento de US$ 750.000 (setecentos e cinqüenta mil dólares), levou sete semanas para ser realizado. Está em sétimo lugar entre os filmes mais inspiradores de todos os tempos na lista de 2006 do American Film Institute e em 23º na lista dos melhores filmes estadunidenses segundo o American Film Institute[carece de fontes?].

## Sinopse
É a história de uma família de pequenos agricultores que, expulsos de suas terras no Oklahoma durante a depressão, atravessam o país em busca de melhor sorte na Califórnia.

## Elenco principal
- Henry Fonda .... Tom Joad
- Jane Darwell .... Ma Joad
- John Carradine .... Casy
- Charley Grapewin .... avô Joad
- Dorris Bowdon .... Rose-of-Sharon Rivers
- Russell Simpson .... Pa Joad
- O.Z. Whitehead .... Al Joad
- John Qualen .... Muley Graves
- Eddie Quillan .... Connie Rivers
- Zeffie Tilbury .... avó Joad

## Principais prêmios e indicações
Oscar 1941 (EUA)
- Venceu nas categorias de melhor diretor (John Ford) e melhor atriz coadjuvante (Jane Darwell).[carece de fontes?]
- Indicado nas categorias de melhor ator (Henry Fonda), melhor montagem, melhor filme, melhor som e melhor roteiro.[carece de fontes?]

New York Film Critics Circle Awards 1940 (EUA)
- Venceu na categoria de melhor filme e melhor diretor.[carece de fontes?]